# Schleswig
Schleswig [ˈʃleːsvɪç]IPA, česky Šlesvik (dánsky Slesvig; jihojutsky: Sljasvig; archaickou angličtinou: Sleswick; dolnoněmecky Sleswig), je město v severovýchodní části Šlesvicka-Holštýnska v Německu. Schleswig je hlavním městem zemského okresu Schleswig-Flensburg. Má kolem 27000 obyvatel, hlavním průmyslovým odvětvím je zpracování kůže a potravin. Jméno sídla je odvozeno od jména zálivu Schlei, na jehož konci město leží, a od staronorského a dánského slova vik či vig, které znamená záliv.

## Geografie

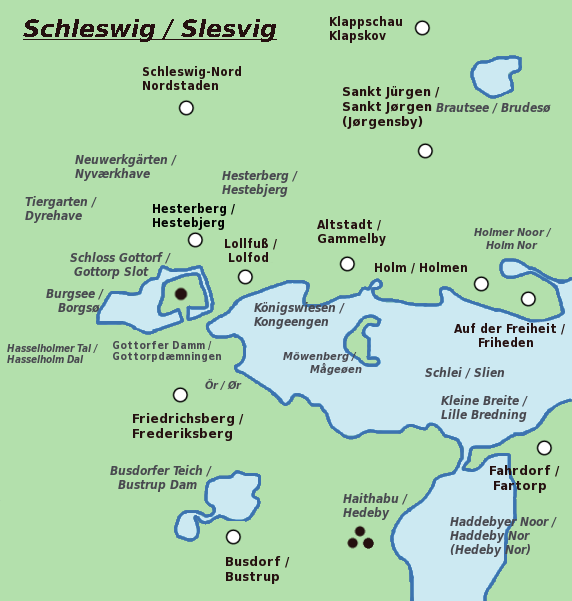
Mapa Schleswigu/Slesvigu

Město leží na západním konci zálivu Schlei (typu förde), který odděluje dva poloostrovy Angeln a Schwansen a který je na západním okraji Šlesvicko-holštýnské pahorkatiny, která zde přechází do krajiny geestu. Město leží mezi 0 a 20 metry nad mořem. Ve se rozprostírá jezero Brautsee.
Nejbližšími sousedními městy jsou Flensburg, Husum a Kiel. Západně od města prochází dálnice A7. Spolkové cesty 76 a 77 začínají v Schleswigu a B 201 vede severně od města. V železniční stanici Schleswig zastavují vlaky InterCity a Intercity-Express, přes město vedou železniční trati Hamburg–Neumünster–Flensburg a Husum–Kiel.

### Podnebí

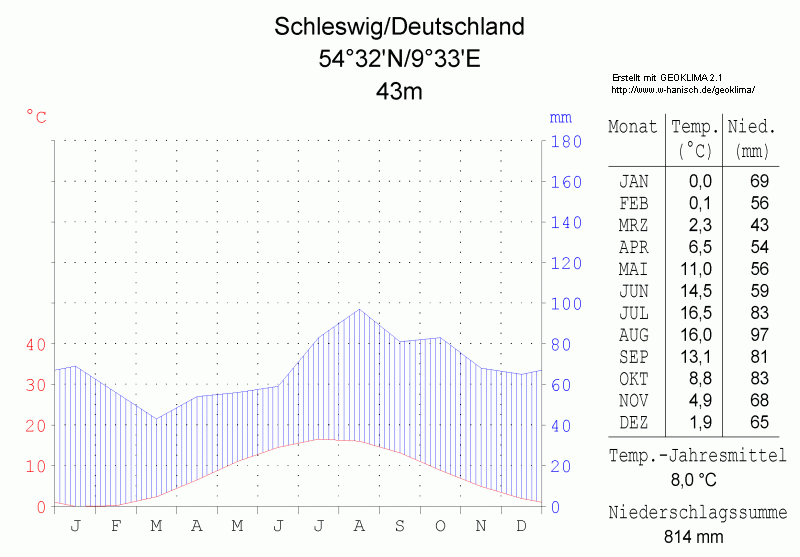

Podnebí je vlhké a oceánské. Průměrná roční teplota je 8 °C a průměrný roční úhrn srážek dosahuje 925 mm.

| Schleswig. Německo – podnebí          | Schleswig. Německo – podnebí | Schleswig. Německo – podnebí | Schleswig. Německo – podnebí | Schleswig. Německo – podnebí | Schleswig. Německo – podnebí | Schleswig. Německo – podnebí | Schleswig. Německo – podnebí | Schleswig. Německo – podnebí | Schleswig. Německo – podnebí | Schleswig. Německo – podnebí | Schleswig. Německo – podnebí | Schleswig. Německo – podnebí | Schleswig. Německo – podnebí |
| Období                                | leden                        | únor                         | březen                       | duben                        | květen                       | červen                       | červenec                     | srpen                        | září                         | říjen                        | listopad                     | prosinec                     | rok                          |
| ------------------------------------- | ---------------------------- | ---------------------------- | ---------------------------- | ---------------------------- | ---------------------------- | ---------------------------- | ---------------------------- | ---------------------------- | ---------------------------- | ---------------------------- | ---------------------------- | ---------------------------- | ---------------------------- |
| Průměrné denní maximum [°C]           | 2                            | 3                            | 6                            | 10                           | 16                           | 19                           | 20                           | 20                           | 17                           | 13                           | 7                            | 4                            | 11                           |
| Průměrná teplota [°C]                 | 0                            | 1                            | 3                            | 6                            | 11                           | 15                           | 16                           | 16                           | 13                           | 9                            | 5                            | 2                            | 8                            |
| Průměrné denní minimum [°C]           | −1                           | −1                           | 0                            | 3                            | 7                            | 10                           | 12                           | 12                           | 10                           | 7                            | 3                            | 0                            | 5                            |
| Průměrné srážky [mm]                  | 79                           | 50                           | 61                           | 55                           | 61                           | 71                           | 92                           | 87                           | 86                           | 90                           | 105                          | 88                           | 925                          |
| Dní se srážkami                       | 13                           | 10                           | 12                           | 10                           | 9                            | 10                           | 12                           | 11                           | 11                           | 12                           | 15                           | 13                           | 138                          |
| Slunečných hodin                      | 42                           | 67                           | 103                          | 168                          | 226                          | 231                          | 213                          | 215                          | 145                          | 98                           | 51                           | 40                           | 1 599                        |
| Zdroj: The Weather Network 2012-08-20 |                              |                              |                              |                              |                              |                              |                              |                              |                              |                              |                              |                              |                              |

## Historie

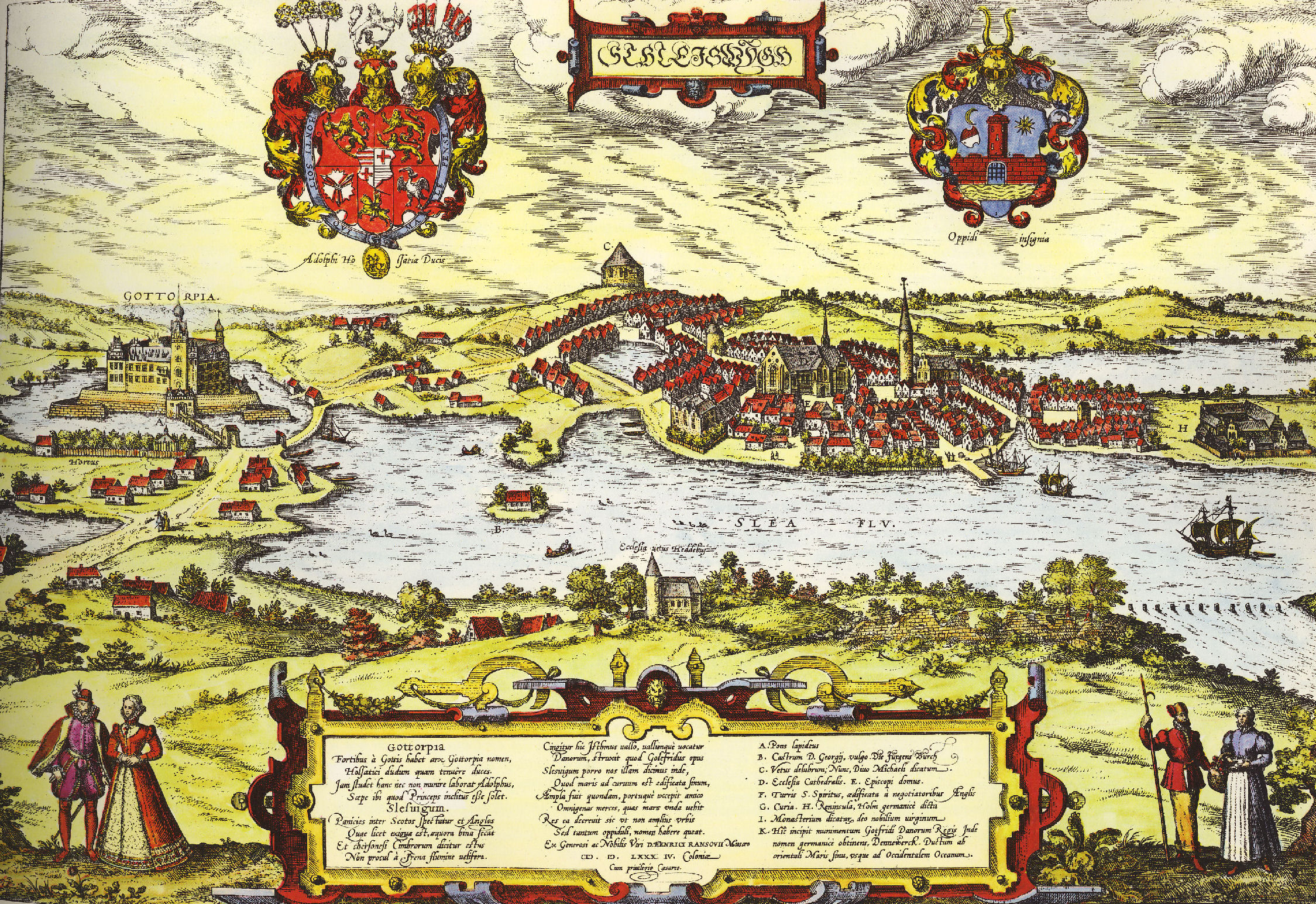
Schleswig v roce 1600

Jižně od současného města ležela vikinská osada Hedeby prvně zmiňovaná v roce 804. Hedeby bylo vlivné sídlo baltského regionu vévodící oblasti po více než 200 let. V roce 1050 se obyvatelstvo, po několika ničivých pohromách, přestěhovalo na protější břeh zálivu Schlei, tak vzniklo město Schleswig. V roce 1066 Hedeby bylo úplně zničeno Slovany, ale Šlesvicko zůstalo částí Dánského království. Podle některých zdrojů založených na archeologických výzkumech vznikla obě sídla ve stejnou dobu. Mocenské centrum přešlo z Hedeby na Schleswig.
V roce 1544 se stal hrad Gottorf sídlem místních vládců. Vévodové z Gottorfu byli vazaly dánských králů a vládli tehdejšímu Šlesvicku-Holštýnsku. Po roce 1721, když skončila velká severní válka, ztratili vévodové z Gottorfu svou moc a země připadla dánské koruně. Po druhé šlesvické válce v roce 1864 bylo Šlesvicko připojeno k Pruskému království.

## Pamětihodnosti

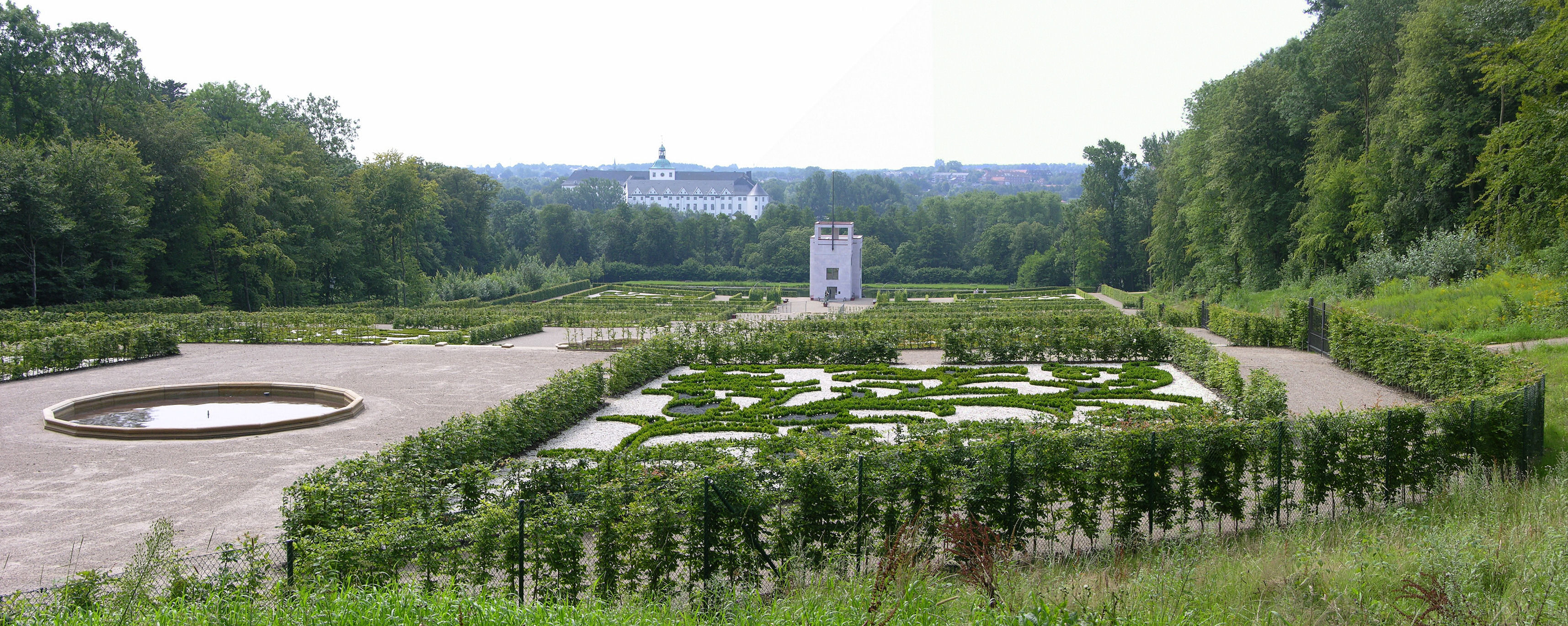
Zahrada Neuwerk s Globushausem a hradem Gottorf v pozadí

- Šlesvická katedrála (1134) s hrobkou krále Frederika I. Dánského
- hrad Gottorf (postaven 1161) – dřívější vévodské sídlo s barokní zahradou s replikou gottorfského glóbu
- Holm – stará rybářská ves při pobřeží zálivu Schlei
- Hedeby – vikinská osada

## Významní obyvatelé
- Herman Wilhelm Bissen (1798–1868) – sochař
- Ulrich von Brockdorff-Rantzau (1869–1928) – politik
- Jan-Ingwer Callsen-Bracker (* 1984) – fotbalista
- Asmus Jakob Carstens (1754–1798) – malíř
- Jobst Hirscht (* 1948) – atlet
- Hermann-Bernhard Ramcke (1889–1968) – generál
- Ralf Rothmann (* 1953) – romanopisec
- Edward Selig Salomon (1836–1913) – generál v americké občanské válce a guvernér teritoria Washington (1870–1872)
- Hans von Seeckt (1866–1936) – generál
- Ernst Muller-Blensdorf (1896–1976) – sochař